# Autobusna linija br. 146 u Zagrebu
Linija 146 (Reljkovićeva – Malešnica – Jankomir) dnevna je autobusna linija u Zagrebu.
Prometuje na trasi: Reljkovićeva (Zagrebačka cesta → Prilaz baruna Filipovića → Ulica grada Mainza → Slovenska ulica → Fonova ulica → Hanuševa ulica → Austrijska ulica → Hanuševa ulica → Reljkovićeva ulica) – Ilica – Oranice – Kožničev put – Vrapče donje – Ulica Ivane Brlić-Mažuranić – Stenjevečka ulica – Samoborska cesta – Jankomir – Psihijatarska bolnica Jankomir
Povezuje Malešnicu, Špansko, Stenjevec i Psihijatarsku bolnicu Jankomir s terminalom Črnomerec zajedno s područjem Črnomerca južno od Ilice, uključujući Zapadni kolodvor.

## Vanjske poveznice
- Vozni red linije 146

1. ↑  Datoteke u GTFS formatu. zet.hr. Pristupljeno 5. lipnja 2025. - Sadrži informacije tijela javne vlasti u skladu s Otvorenom dozvolom